# Табаи
Табаи (порт. Tabaí) — муниципалитет в Бразилии, входит в штат Риу-Гранди-ду-Сул. Составная часть мезорегиона Восточно-центральная часть штата Риу-Гранди-ду-Сул. Входит в экономико-статистический микрорегион Лажеаду-Эстрела. Население составляет 4089 человек на 2006 год. Занимает площадь 94,755 км². Плотность населения — 43,2 чел./км².

## История
Город основан в 1997 году.

## Статистика
- Валовой внутренний продукт на 2003 составляет 20 341 441,00 реалов (данные: Бразильский институт географии и статистики).
- Валовой внутренний продукт на душу населения на 2003 составляет 5286,24 реалов (данные: Бразильский институт географии и статистики).
- Индекс развития человеческого потенциала на 2000 составляет 0,746 (данные: Программа развития ООН).